# Cal Tomàs de Selvanera
Cal Tomàs de Selvanera és una casa de Selvanera, al municipi de Torrefeta i Florejacs (Segarra), inclosa a l'Inventari del Patrimoni Arquitectònic de Catalunya.

## Descripció
Edifici de quatre façanes i tres plantes. A la façana nord, la que dona al carrer Sant Antoni, hi ha una entrada amb llinda de pedra i porta de fusta de doble batent. A la llinda hi ha la data inscrita de 1828. Al pis següent hi ha dues finestres amb ampit. Al darrer pis hi ha dues obertures tapiades.
A la façana est, la que dona a la plaça de l'Església, hi ha una petita obertura a la planta baixa. A la façana sud, hi ha una entrada que dona a un pati, al pis següent hi ha dues finestres amb ampit, i al darrer hi ha dues petites finestres. A la façana oest, no hi ha cap obertura. La coberta és de dos vessants (nord-sud), acabada amb teules.